# Tubulanus capistratus
Tubulanus capistratus är en djurart som tillhör fylumet slemmaskar, och som först beskrevs av Ernest F. Coe 1901.  Tubulanus capistratus ingår i släktet Tubulanus och familjen Tubulanidae. Inga underarter finns listade i Catalogue of Life.